# Bonner Fellers
Bonner Frank Fellers (1896 — 1973) foi um oficial do Exército dos Estados Unidos que serviu durante a Segunda Guerra Mundial como adido militar e diretor de guerra psicológica. Fellers era considerado um protegido do  general Douglas MacArthur.